# Mehrdad Avesta
Pour les articles homonymes, voir Avesta (homonymie).
Mehrdad Avesta (en persan مهرداد اوستا), né Mohammand Reza Rahmani le 8 août 1930 à Boroudjerd − mort le 6 mai 1991 à Téhéran, est un poète iranien.